# Newick
Newick is een civil parish in het bestuurlijke gebied Lewes, in het Engelse graafschap East Sussex met 2457 inwoners.